# حلزون شجرة أواهو
حلزون شجرة أواهو (الاسم العلمي: Achatinella)، جنس كبير ملون من الرخويات بطنيات القدم وفصيلة الحلزونيات الشجرية. تعيش في الأشجار. موطنها هاواي، جميع أنواعه مهددة بالانقراض.

## معرض صور

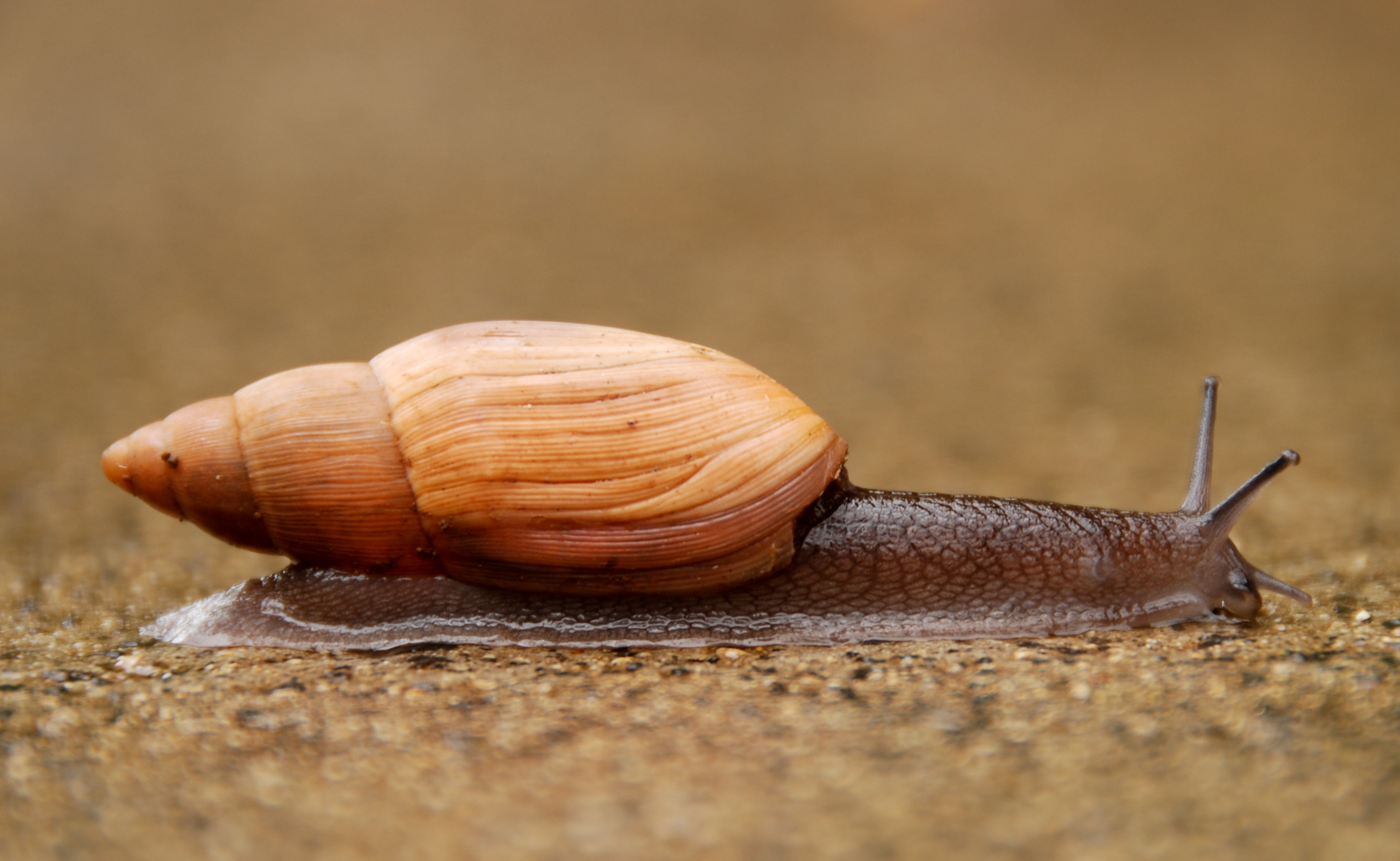
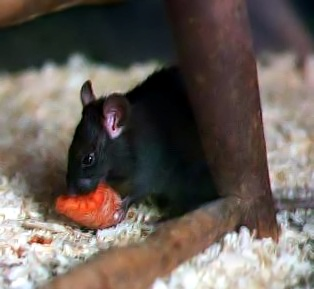
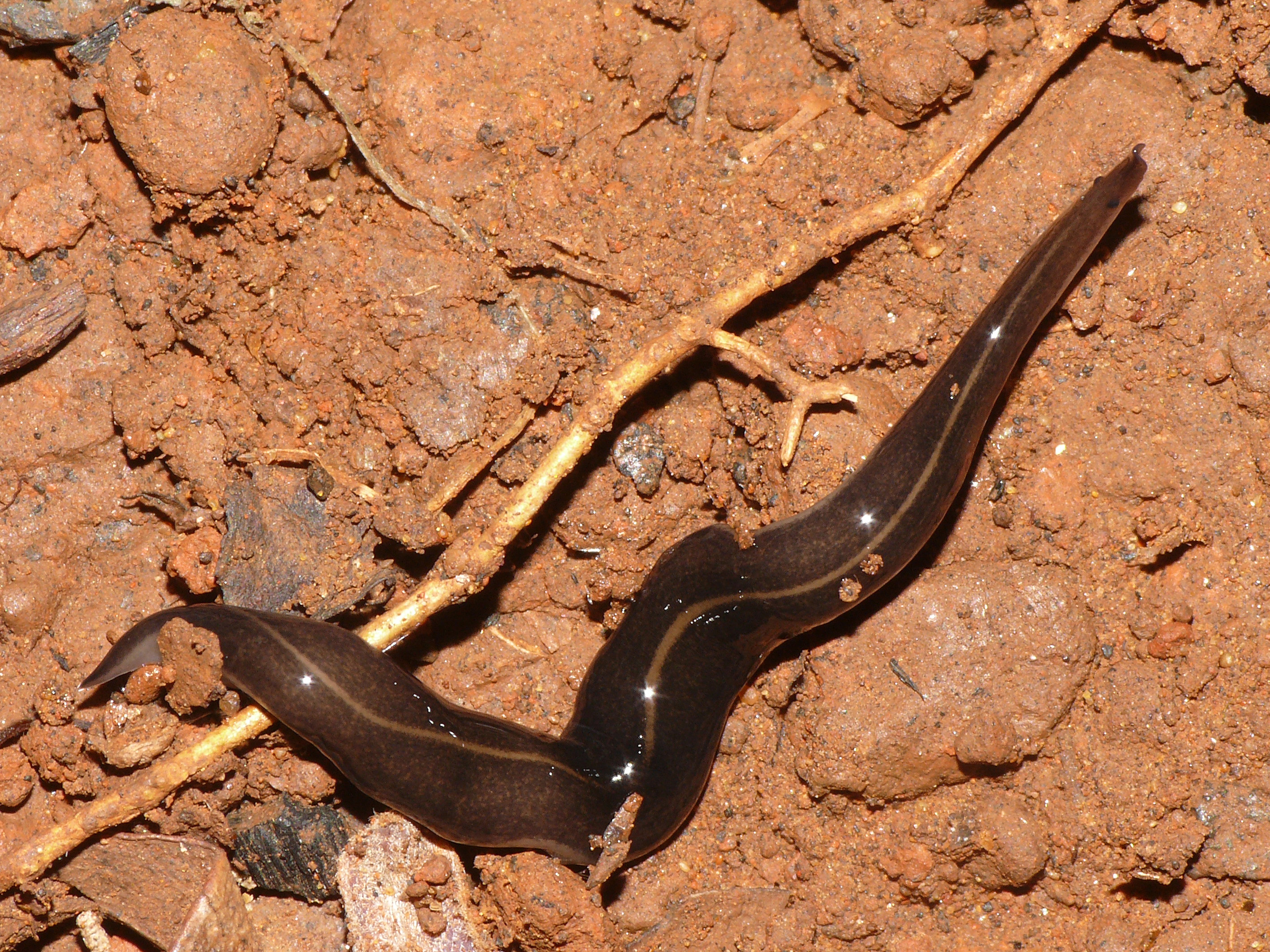
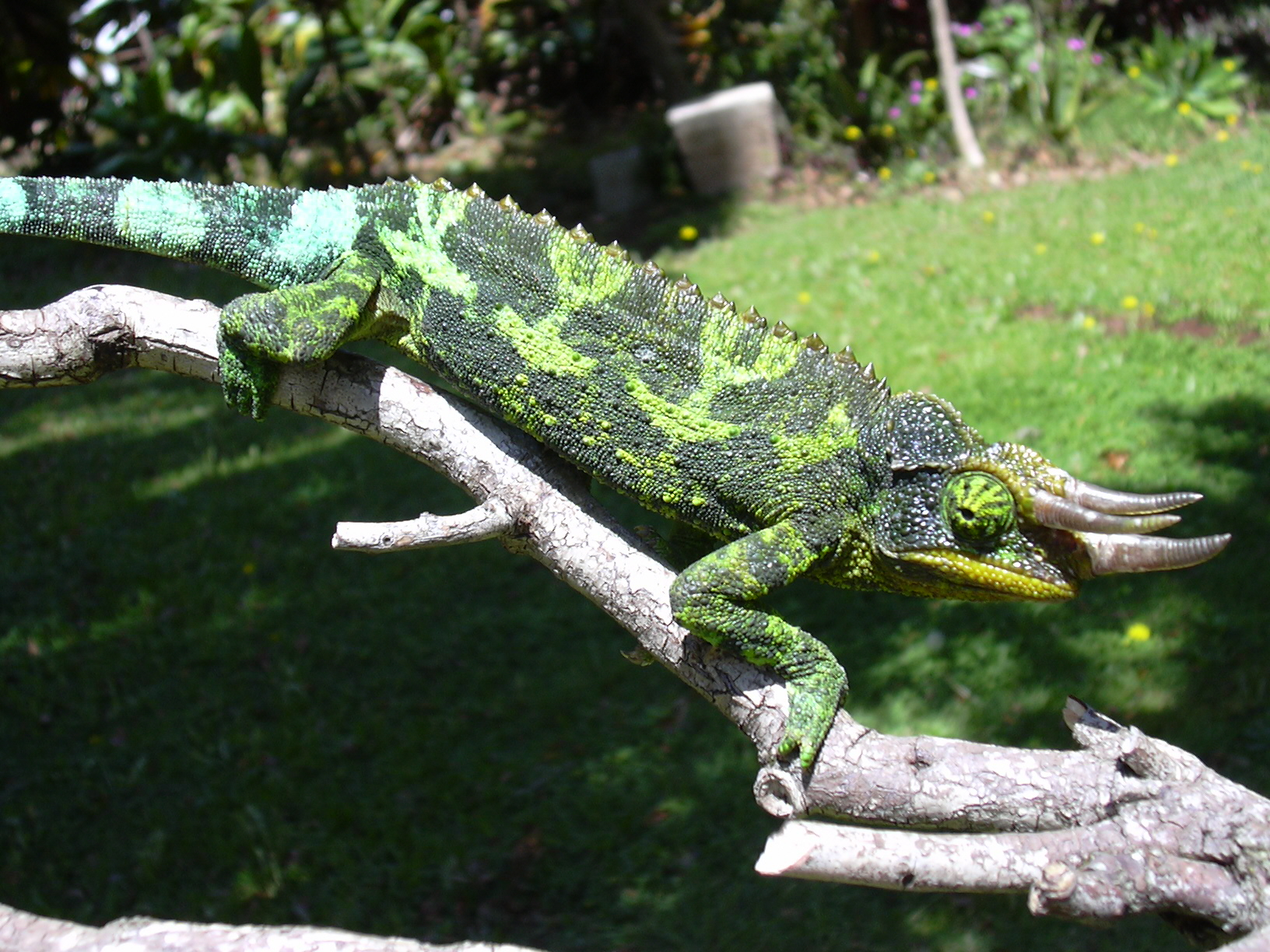